# Nationales Showa-Gedächtnismuseum

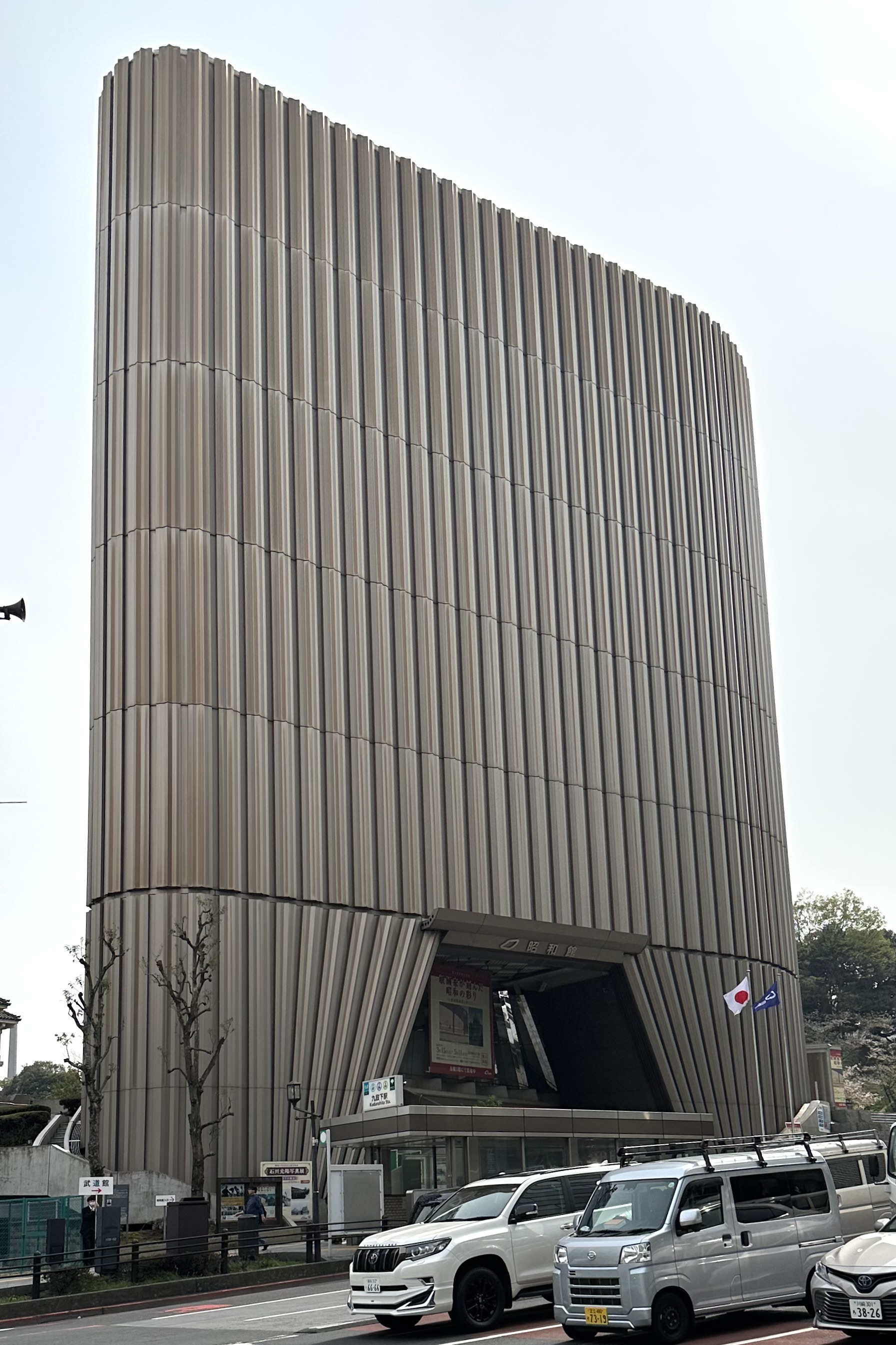
Nationales Showa-Gedächtnismuseum, 2025

Das Nationale Showa-Gedächtnismuseum (engl. für japanisch 昭和館 Shōwakan, etwa „Shōwa-Haus“) ist ein Museum in Tokio in Japan. Es ist dem Leben der Japaner in der Shōwa-Zeit (1926 bis 1989) gewidmet, wobei man sich auf die Zeit während und nach dem Zweiten Weltkrieg (von etwa 1935 bis etwa 1964) beschränkt. Es soll die damaligen schwierigen Lebensumstände dokumentieren und vermitteln.

## Lage
Das Museum befindet sich im zum Tokioter Bezirk Chiyoda gehörenden Stadtteil Kudan-Minami. Die Adressierung lautet 1-6-1 Kudan-Minami, Chiyoda-ku, Tōkyō-to. Es liegt nahe des nördlichen Eingangs zum Kitanomaru-Park beim Bahnhof Kudanshita.

## Architektur und Geschichte
Das Museumsgebäude geht auf einen Entwurf des Architekten Kiyonori Kikutake zurück und war 1998 fertiggestellt worden. Eröffnet wurde das Museum am 27. März 1999. Es wird von der Nippon Izokukai, der japanischen Kriegshinterbliebenenvereingung, betrieben und vom japanischen Ministerium für Soziales und Arbeit, dem englischen Ministerium für Gesundheit, Arbeit und Soziales, beaufsichtigt.

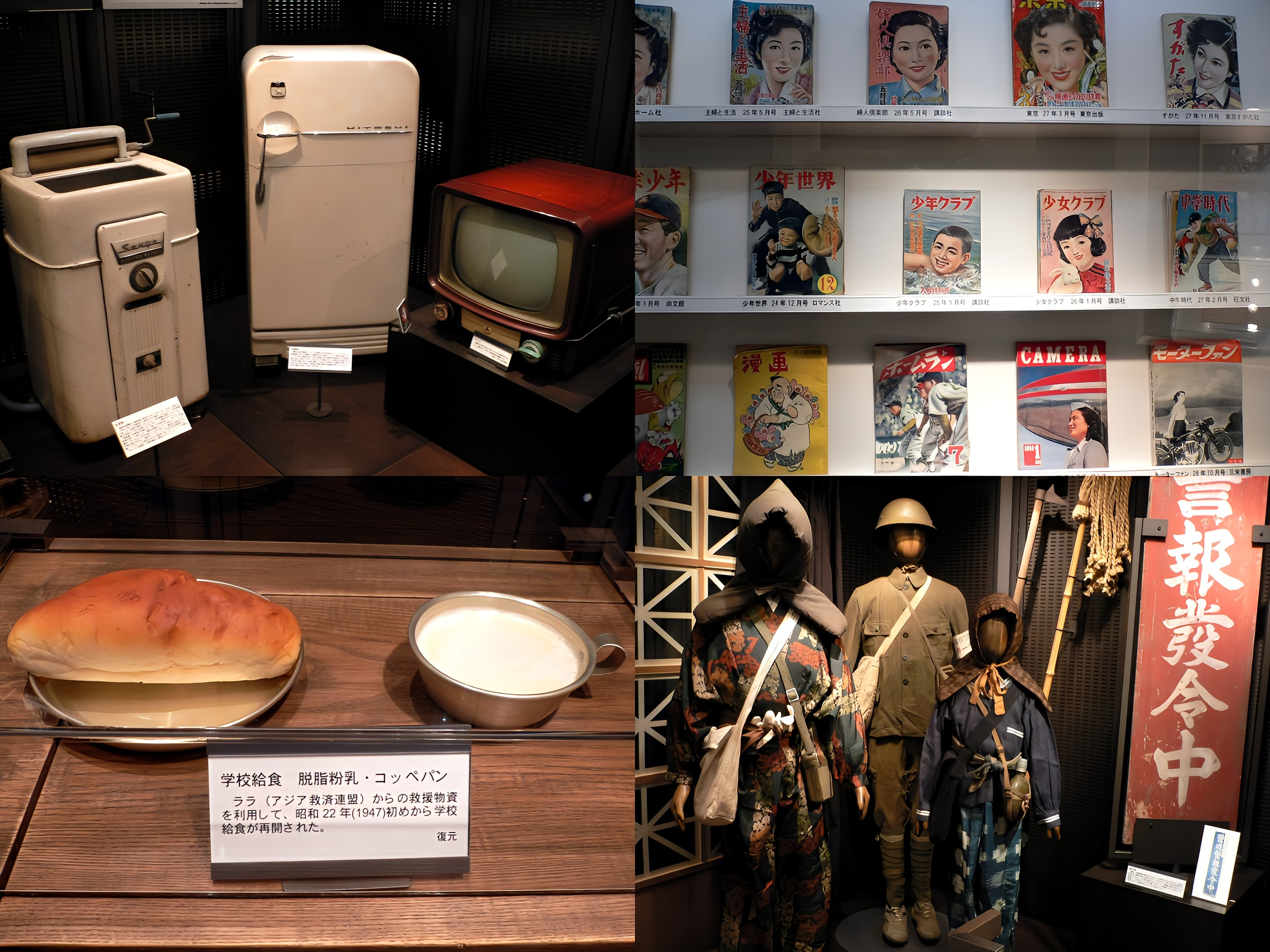
Ausstellungsstücke, 2024

Die Sammlung des Museums umfasst etwa 63.000 Objekte, unter anderem Briefe, Kleidungsstücke und Alltagsgegenstände aus der Kriegszeit. Im vierten Geschoss ist eine Bibliothek im fünften ein Vorführungsraum untergebracht. Die Dauerausstellung des Museums mit etwa 500 Objekten befindet sich im sechsten und siebenten Stockwerk. Im siebenten Geschoss wird das Familienleben, ein Haushalt um 1935, das Leben in der Kriegszeit, Schule während des Krieges, die japanische Heimatfront, Vorbereitung auf Luftangriffe und die japanische Kapitulation vom 15. August 1945 dargestellt. Im sechsten Stockwerk wird die Nachkriegszeit behandelt, so das Leben in Ruinen, das Leben von Familien und Kindern und der Wiederaufbau.